# Super Bowl XVIII
Super Bowl XVIII był osiemnastym finałem o mistrzostwo NFL w zawodowym futbolu amerykańskim rozegranym 22 stycznia 1984 roku na stadionie Tampa Stadium w Tampa w stanie Floryda.
Mistrz konferencji AFC, drużyna Los Angeles Raiders, pokonał mistrza konferencji NFC drużynę Washington Redskins, uzyskując wynik 38-9.
Za faworytów spotkania uważana była drużyna z Waszyngtonu.
Amerykański hymn państwowy przed meczem wykonał Barry Manilow. W przerwie meczu zostało zaprezentowane widowisko "Salute to Superstars of the Silver Screen", wykonane przez orkiestry uniwersytetów Florida oraz Florida State.
Tytuł MVP finałów zdobył Marcus Allen, running back zespołu Raiders.